# الظل والصدى (رواية)
الظل والصدي، هي رواية للكاتب اللبناني يوسف حبشي الأشقر. وهي ضمن أفضل مائة رواية عربية.

## أحداث الرواية
يرفض اسكندر، بطل رواية «الظل والصدى»، الحرب. يرفض أن يكون مع المسلمين الذين يحاربون المسيحيين، أو يقضون، في هذه الحرب الأهلية، ضدهم ـ والمسلمون في الرواية هم أهل رأس بيروت حيث يسكن اسكندر ـ وكذلك يرفض اسكندر ان يقف مع أهل قرية «كفر ملات» ـ قريته ـ المسيحيين. يرفض الـ هنا والـ هناك. لأن: «كلاهما يقتل، كلاهما يسرق، كلاهما يكذب، كلاهما بتعصّب» (ص190).
يقف اسكندر ضد هذه الحرب ـ الأهلية ـ وخارجها. لأن الطرفين يتساويان فيها: المسلم والمسيحي. يتساويان في القتل والسرقة... وبهذا يلتقي الأشقر مع معظم كتّاب رواية الحرب في لبنان حول معنى هذه الحرب الأهلية والموقف منها.
إلا ان اسكندر وإن رفض هذه الحرب، شأن الشخصية، في معظم روايات الحرب اللبنانية، فإنه يبقى مختلفا عنها، كونه ليس مثلها، مجرد شخصية، بل هو بطل يتفرّد بدعوته إلى ثورة في الكيان.. كيف؟
ـ يشير خليل، إحدى شخصيات الرواية، إلى حوادث 1860 التي قُتِل فيها خاله، ويرى ان المسيحيين كانوا هم الضحية، وان المسألة هي مسألتهم في هذا الشرق المسلم، انهم «مجموعة خائفين».
لكن، لئن كان هذا واقعا تاريخيا، أحد أسبابه الواقع الديمغرافي القائم، بهويته، على الانتماء الديني والذي يشكل فيه المسيحيون أقلية، فإن يوسف حبشي الأشقر، وكما يعبّر منظور روايته، يرفض ان تتحول الضحية إلى جلاد، لذا نجده يدعو إلى هذه الثورة في الكيان والتي هي في معناها الأعمق ارتقاء بالذات البشرية إلى الذات الالهية في الإنسان. انها ثورة ترتكز إلى اللوغس الديني المسيحي لتكشف، حسب المعنى العميق للرواية، بأن المشكلة، مشكلة المسيحية في لبنان، ليست كما يظن المقاتل صراعا بين المسيحي والمسلم، بل هي مشكلة الظل والصدى، أي هذا الفهم الخاطئ للمسيحية كدين وكتاريخ عريق في هذا المشرق. هكذا ينفتح سرد الرواية على ذاك التاريخ، وعلى المسيحيين فيه، لتحكي عن الأصول، أصول الأجداد الوافدين إلى لبنان من حوران، وربما من أكثر من مكان.
تبرز الرواية الجذر المشترك الذي يجمع بين اللبنانيين، وتشير ضمنا، إلى انتماء متعدد، وهوية لا تفرق، إلى تاريخ علينا ان لا ننساه. إلى ظل وصدى علينا ان نعي معناهما وتدرك دلالة العلاقة بينهما.